# C25H27N3O2S
化学式C25H27N3O2S，摩尔质量：433.57 g/mol，可以指以下化合物：
- 1T-LSD，PubChem CID：170763788
- 布瑞哌唑，CAS号：913611-97-9

|  | 这个同类索引页列出了具有相同分子式的化学物（即同分異構體）条目。 除非您是有意链接至本页，否则应将相应条目的内部链接指向正确的条目。 |